# Stephan Kalhamer

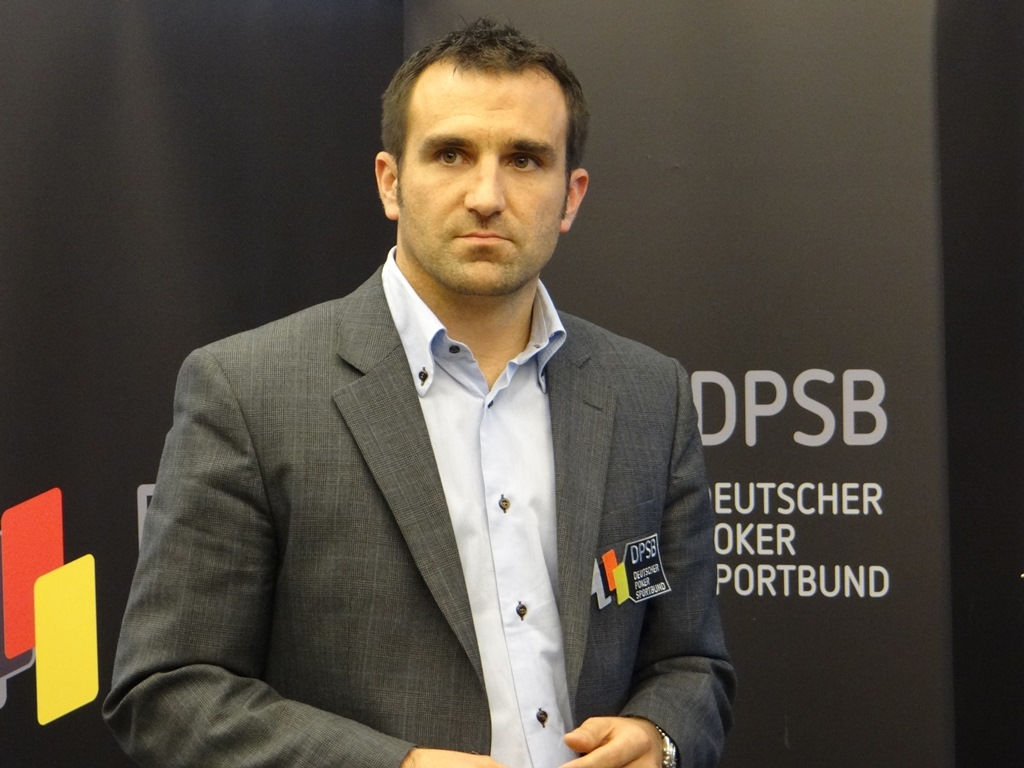
Stephan Kalhamer (2012)

Stephan M. Kalhamer (* 3. Oktober 1976 in Regensburg) ist ein deutscher Pokerspieler und -trainer.

## Persönliches
Kalhamer wuchs in Regensburg auf, besuchte dort das Albrecht-Altdorfer-Gymnasium und machte hier 1996 das Abitur. Seine Wehrzeit leistete er beim Hochgebirgszug in Berchtesgaden ab. Anschließend studierte er in Regensburg und Boston (Brandeis, Harvard, MIT) erfolgreich Mathematik. Er lebt mit seiner Frau und seinen beiden Töchtern in seiner Heimatstadt Regensburg.

## Werdegang
Schon früh erlernte er alle in Bayern gängigen Kartenspiele (z. B. Schafkopf). Auch Poker in der Variante Five Card Draw spielte dabei bereits eine Rolle. Während seines Aufenthalts in den Vereinigten Staaten kam er dann mit der aktuell populärsten Pokervariante Texas Hold’em in Berührung.
Nach seinem Studium verfasste er mit Texas Hold’em Poker: Vom Anfänger zum turnierreifen Pokerstrategen das erste deutschsprachige Pokerbuch. Bis heute gilt dieses als Standardwerk. Dazu arbeitet er als Übersetzer von Pokerliteratur und leitet mehrstufige Seminare zum Thema Poker im gesamten deutschsprachigen Raum. Sein Fokus liegt auf einem eher mathematischen Zugang zum Pokersport, der Schulung der Wahrscheinlichkeitstheorie sowie weiteren rationalen Elementen des Spiels.
Seit 2009 fungiert Kalhamer zudem ehrenamtlich als Präsident im Deutschen Poker Sportbund. Dieser engagiert sich für die Anerkennung von Poker als Mind Sport. Kalhamer war auch Initiator und Trainer des Weltmeister-Teams von 2011, welches in der Besetzung Sandra Naujoks, Sebastian Ruthenberg, Tobias Reinkemeier, Moritz Kranich, Konstantin Bücherl, Hans Martin Vogl und Tim Reese beim IFP Nations Cup für Deutschland triumphierte.
Im Dezember 2013 erlangte Kalhamer als Spieler gemeinsam mit Matthias Weigert, Alexander Mühlbauer und Juergen Bachmann den APAT-Europameister-Titel für Deutschland bei der Amateur-Europameisterschaft in Prag.

## Publikationen
- Sein erstes Buch Texas Hold’em Poker: Vom Anfänger zum turnierreifen Pokerstrategen (Regensburg, 2006) erschien als erstes rein deutsches Werk im Pokerbereich. Es wurde mittlerweile auch in mehrere Sprachen übersetzt (darunter Polnisch, Russisch, Italienisch und Französisch).
- Im Jahr 2007 veröffentlichte Kalhamer gemeinsam mit Chad Brown das englischsprachige Act to win in Texas Hold’em Poker, welches auf seinem Erstlingswerk basiert.
- Im Dezember 2007 veröffentlichte Kalhamer zusammen mit Katja Thater, Michael Keiner, Sebastian Ruthenberg und Thomas Bihl das Buch Poker Matrix – Dimensionen des Erfolgs (Regensburg, 2007).
- Im April 2012 verfasste er zusammen mit Pius Heinz den Titel Meine Hände auf dem Weg zum Poker Weltmeister: Über Nacht zum Poker-Millionär (Regensburg, 2012). Darin werden alle Hände des Finaltisch des Main Events der World Series of Poker 2011 beschrieben und analysiert.